# Томмазо Тіттоні
Томмазо Тіттоні (італ. Tommaso Tittoni; 16 листопада 1855 — 7 лютого 1931) — італійський дипломат, державний і політичний діяч, очолював італійський уряд упродовж 16 днів у березні 1905 року, таким чином установивши анти рекорд із тривалості перебування на посту прем'єр-міністра Італії.

## Кар'єра
Від 1886 до 1897 року був депутатом італійського парламенту. Після цього Тіттоні був префектом Перуджі й Неаполя. 1901 року він став сенатором.
В листопаді 1903 року отримав портфель міністра закордонних справ у кабінеті Джованні Джолітті. В березні 1905 року сформував власний уряд, що протримався лише 16 днів. Після цього Тіттоні знову став міністром закордонних справ у кабінеті Алессандро Фортіса.
Від лютого 1906 року був послом Італії в Лондоні. Від квітня 1910 до листопада 1916 року обіймав посаду посла Італії в Парижі. 1919 року втретє отримав пост міністра закордонних справ. Після цього впродовж десяти років очолював італійський Сенат.